# Schloss Château-Chinon
Das Schloss Château-Chinon, Schloss der Herren von Chinon, war namensgebend für die burgundische Stadt Château-Chinon. Ursprünglich im 8. Jahrhundert als befestigte Burg errichtet, wandelte sich die Burg im späten Mittelalter zu einer Vogtei der Herzöge von Burgund.
Im 17. Jahrhundert schenkte König Ludwig XIII. einem seiner Berater Schloss und Titel von Chinon. Dessen Nachkommen wandelten die Burg im 18. Jahrhundert zu einer barocken Landresidenz um. 1789 fiel das Schloss durch die Französische Revolution an den Staat. Dieser nutzte es teilweise als Lagerhalle, außerdem dienten mehrere Säle der Repräsentation.
Nach der Wahl des einstigen Bürgermeisters von Château-Chinon, François Mitterrand, zum französischen Staatspräsidenten im Jahr 1981 empfing dieser in seinem Wohnort internationale Staats- und Regierungschefs.
Heute sind von dem ganzen Schloss kaum mehr als die Festungsmauern und die Kellergewölbe unter der Kreuzigungsgruppe auf dem Calvaire zu sehen, doch man hat von dort einen herrlichen Ausblick in Richtung Nevers.
Koordinaten: 47° 4′ 10″ N, 3° 56′ 5″ O